# Assedio di Metz (1552)
L'assedio di Metz ebbe inizio nell'ottobre del 1552 e si concluse ai primi di gennaio del 1553 con la sconfitta degli imperiali ad opera delle truppe francesi.
(Brantôme)

## Contesto storico
Alleato dei principi luterani in lotta contro Carlo V d'Asburgo, il re Enrico II di Francia organizzò il suo cosiddetto viaggio in Austrasia, cioè una spedizione militare volta alla conquista dei principati ecclesiastici di Metz, Verdun e Toul.
Agli ordini del connestabile di Francia Anne de Montmorency, le truppe francesi occuparono senza combattere Toul e Metz, con l'appoggio di alcuni amministratori francofili. Enrico fece il suo ingresso trionfale in città il 18 aprile 1552, accolto senza entusiasmo dalla popolazione che accusa i propri amministratori di tradimento. Il 22 aprile il re riparte dirigendosi verso il Reno, distaccando a Metz 3400 uomini. Verso il 20 maggio inizia il suo ritorno in Francia, non prima di aver occupato Verdun, ponendo così fine al suo viaggio in Germania.
Il primo settembre dello stesso anno Carlo V marcia su Metz, inteso a riconquistarla. Il 23 ottobre gli imperiali occupano Boulay-Moselle e Thionville, a nord della città. All'inizio di novembre 50000 uomini, supportati da un parco d'artiglieria forte di 100-150 cannoni e rinforzati da 12000 soldati del margravio Alberto Alcibiade di Brandeburgo-Kulmbach investirono i sobborghi di Metz. Come riporta una mappa di Sébastien Leclerc, gli accampamenti imperiali, posti attorno alla città, formavano una linea invalicabile: i brabantini e gli italiani tenevano le posizioni a nord-est, i tedeschi e i cechi quelle a est e a sud-est e gli spagnoli e l'artiglieria imperiale erano schierate a sud e sud-est, mentre le truppe del margravio Alberto stavano a est.

## Un assedio decisivo
Il 17 agosto 1552 Enrico II conferì l'incarico della difesa della città al futuro capo della fazione cattolica (nella prima fase delle guerre civili), il luogotenente-generale Francesco I di Guisa. Il Guisa fece radere al suolo cinque sobborghi, fra cui quello di Saint-Arnould e quello di Saint-Thiébault, oltre ad una quarantina di edifici religiosi, al fine di facilitare la difesa della città. Egli aveva, inoltre, fatto costruire un terrapieno per l'artiglieria, a lato di Bellecroix e un fossato a fianco della Seille. Dopo aver evacuato i civili dalla città con un'ordinanza del 21 ottobre, il Guisa iniziò a immagazzinare viveri per poter sostenere un lungo assedio. A novembre i difensori della città assommano a meno di 7000 uomini, 1000 dei quali pionieri e 700 cavalieri.
L'avanguardia dell'armata di Carlo, al comando del duca d'Alba, Fernando Álvarez de Toledo, circonda la città il 19 ottobre. Durante il mese di novembre, l'artiglieria imperiale martella le fortificazioni cittadine da sud. Il bombardamento ha inizio il 9 novembre, appena l'imperatore giunge al campo. Nello spirito dei tornei medievali, alcuni cavalieri brandeburghesi sfidarono, senza successo, dei cavalieri francesi. Il 17 novembre una breccia larga una quarantina di metri fu aperta presso la porta Serpenoise, ma il raddoppio delle mura medievali non permise agli imperiali di sfruttare il successo. Il 27 e il 28 novembre l'artiglieria di Carlo riuscì a distruggere quasi 300 metri di mura, presto ripristinate dagli assediati. Durante l'assedio vennero esplosi circa 15000 colpi di cannone contro la città, senza che ciò si traducesse in un successo decisivo per gli assedianti., similmente le gallerie di mina da essi costruite non portarono vantaggi concreti a causa del terreno ammorbidito dalle piogge e dalle falde sotterranee. Dopo due mesi d'assedio un'epidemia di tifo si diffuse fra il variegato esercito asburgico, che, affamato ed esposto alle intemperie, iniziò a essere colpito da sempre più numerose diserzioni. L'imperatore, frustrato dall'insuccesso e ammalato, levò l'assedio il 1º gennaio 1553, ritirandosi, con la sua armata decimata, a Thionville, dove giunse il giorno dopo. I malati e i feriti, abbandonati sul campo dagli asburgici in ritirata, furono risparmiati dai francesi.

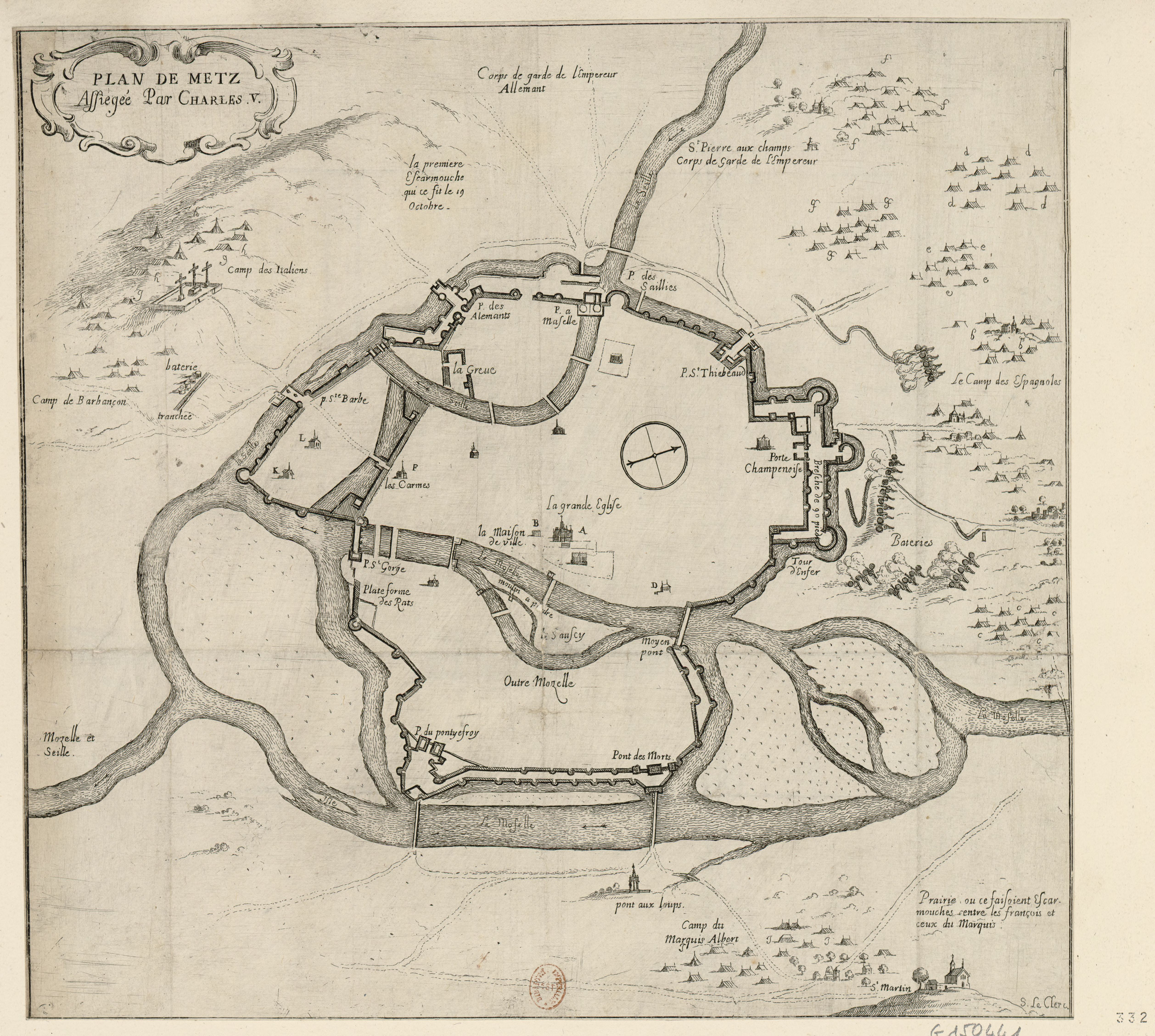
Mappa di Metz assediata da Carlo V

Con l'occupazione francese ha inizio il "protettorato" sulla Repubblica di Metz, che si traduce nello stanziamento di una forte guarnigione e nella costruzione, nel 1556, di una potente cittadella. Malgrado ciò non intacchi, dal punto di vista giuridico, l'integrità dell'Impero, la città rimarrà in possesso della corona francese, venendo incorporata nel Regno di Francia a seguito della pace di Vestfalia, nel 1648. Tale status quo verrà messo in discussione dall'invasione (e successiva occupazione) prussiana del 1870.